# Siamspinops allospinosus
Espèce
Siamspinops allospinosus est une espèce d'araignées aranéomorphes de la famille des Selenopidae.

## Distribution
Cette espèce se rencontre en Thaïlande dans la province de Chiang Mai et en Chine au Yunnan,,.

## Description
La femelle holotype mesure 6,8 mm.

## Systématique et taxinomie
Cette espèce a été décrite par Dankittipakul et Corronca en 2009.

## Publication originale
- Dankittipakul & Corronca, 2009 : « Siamspinops, a new selenopid genus from southeast Asia (Arachnida, Araneae). » Organisms, Diversity & Evolution, vol. 9, p. 69e1-69e12 (texte intégral).